# 阿米尔·加富尔
阿米尔·加富尔（波斯語：‎，1991年6月6日—），生于卡尚，伊朗男子排球运动员，司职接应，2014年亚洲运动会男子排球金牌得主、2018年亚洲运动会男子排球金牌得主。